# قصر جراغان
قصر جراغان (باللغة التركية: Çırağan Sarayı) هو قصر عثماني سابق، والآن هو فندق خمسة نجمة تابع لسلسلة فنادق كمبنسكي. يقع في مدينة إسطنبول التركية في الضفة الأوروبية على مضيق البوسفور، بين بشكطاش وأورطاكوي.
تم إنشاء القصر من قبل السلطان عبد العزيز وصممه المعماري سركيس باليان.
يكلف الجناح السلطاني في الفندق 15,332 دولار أمريكي في الليلة الواحدة، ويحتل هذا الجناح المرتبة 14 في قائمة سي إن إن لأغلى 15 جناح فندقي.

## أعلام
- شوق فضة سلطان
- عثمان فؤاد
- علية سلطان
- سرفيراز هانم

وُلدت فيه السلطانة سنيحة ابنة السلطان عبد المجيد الأول، وأخت السلطان عبد الحميد الثاني.